# Ramon Barnils i Folguera
Pour les articles homonymes, voir Barnils et Folguera.
Ramon Barnils i Folguera, né à Sabadell (Vallès Occidental, Catalogne) le 13 octobre 1940 et mort à Reus (Baix Camp, Catalogne) le 14 mars 2001, est un journaliste et traducteur catalan. Il a travaillé pour différents médias, parmi lesquels Tele/eXpres, El Noticiero Universal, l'agence de presse EFE, El Temps et La Vanguardia. Il a également soutenu le magazine satirique El be negre amb potes rosses, ainsi que les revues Ajoblanco et Solidaridad Obrera . Il a participé à Catalunya Ràdio dès le jour de sa fondation.

## Biographie
Bien que né à Sabadell en 1940, Ramon Barnils passe toute son enfance ainsi qu'une partie de sa jeunesse à Sant Cugat del Vallès, jusqu'en 1969, année où il part vivre à Barcelone. Il suit des études au collège Saint-Ignace de Sarrià, une institution jésuite. Sa condition de boursier le contraint à effectuer des tâches de service auprès de ses compagnons issus de la bourgeoisie de Barcelone. Cette expérience développe chez lui une aversion pour la hiérarchie et les rapports de classes. Suivant les recommandations de son père, il entame ensuite des études d'ingénierie puis d'économie, qu'il abandonne successivement.

## Publications
- La torna de la torna. Salvador Puig Antich i el MIL, paru sous le nom collectif de Carlota Tolosa (1985)
- El lloro, el moro, el mico i el senyor de Puerto Rico (1987)
- Història crítica del Futbol Club Barcelona (1899-1999) (1999)
- Articles (La Magrana, 2002)